# Les regents de l'asil d'ancians de Haarlem
Les regents de l'asil d'ancians de Haarlem (en neerlandès, Regentessen van het Oudemannenhuis) és un quadre de 1664 del pintor neerlandès Frans Hals. Està realitzat a l'oli sobre llenç. Mesura 170,5 cm d'alt i 249,5 cm d'ample. És un dels més destacats retrats col·lectius que atresora el Museu Frans Hals, de Haarlem, Països Baixos.
Aquesta obra, juntament amb la seva parella Els rectors de l'asil d'ancians de Haarlem és l'última gran obra de Frans Hals, constituint els últims exemples històricament significatius d'aquest gènere dels retrats col·lectius o de grup.
Cinc són les dones representades: la directora de l'hospici i les quatre regents de l'any 1664 (Adriaentje Schouten, Marijtje Willems, Anna van Damme i Adrianana Bredenhoff). Totes vesteixen de negre i estan retratades sobre un fons fosc, en el qual s'entreveu una pintura que podria ser el tema de la Paràbola del bon samarità, símbol de la caritat de les regents.
Les dames, retratades de manera realista, i sense concessions, cobreixen els seus caps amb severes toques. Destaquen els seus rostres il·luminats així com les golas i els punys blancs.